# VII (album)
Albums de Koba LaD
Ténébreux
(2018) L'Affranchi
(2019)
VII est le premier album studio du rappeur français Koba LaD, sorti le 28 septembre 2018 sous les labels Grinta Records, Def Jam France et Universal.

## Genèse/Accueil commercial
Le 29 juin 2018, il sort le clip Train de vie, premier extrait de VII.
Le 17 août 2018, il sort le clip La C, deuxième extrait de VII.
14 jours avant la sortie de son premier album studio, il sort le Oyé, le dernier extrait qu'il dévoile pour son projet VII.
L'album est sorti et il collabore avec le duo Mafia Spartiate et le rappeur Bolémvn. L'album est certifié disque d'or qu'il célèbre avec le titre ORgueilleux.

## Liste des titres
| No  | Titre                                        | Durée |
| --- | -------------------------------------------- | ----- |
| 1.  | Intro                                        |       |
| 2.  | Chambre 122                                  |       |
| 3.  | Honey                                        |       |
| 4.  | Moments durs                                 |       |
| 5.  | Everyday                                     |       |
| 6.  | La C                                         |       |
| 7.  | Suge                                         |       |
| 8.  | Tout                                         |       |
| 9.  | Train de vie                                 |       |
| 10. | Rachète                                      |       |
| 11. | Recul                                        |       |
| 12. | Oyé                                          |       |
| 13. | Seven Binks (feat. Mafia Spartiate, Bolémvn) |       |
| 14. | J'en veux                                    |       |
| 15. | ORgueilleux                                  |       |

## Titres certifiés en France
- Chambre 122  Or [5]
- La C  Platine [6]
- Train de vie  Diamant [7]
- Oyé  Or

## Clips vidéos
- Train de vie : 30 juin 2018
- La C : 17 août 2018
- Oyé : 14 septembre 2018
- Chambre 122 : 14 novembre 2018
- ORgueilleux : 14 décembre 2018

## Classements
| Classements (2019)           | Meilleure position |
| ---------------------------- | ------------------ |
| France (SNEP)                | 3                  |
| Belgique (Flandre Ultratop)  | 94                 |
| Belgique (Wallonie Ultratop) | 2                  |
| Suisse (Schweizer Hitparade) | 20                 |

## Certification
| Pays   | Organisme | Certification | Seuil   |
| ------ | --------- | ------------- | ------- |
| France | SNEP      | Platine       | 160 000 |